# Belomicrus steckii
Belomicrus steckii é uma espécie de insetos himenópteros, mais especificamente de vespas pertencente à família Crabronidae.
A autoridade científica da espécie é Kohl, tendo sido descrita no ano de 1923.
Trata-se de uma espécie presente no território português.